# Недра (издательство)
«Не́дра» — советское и российское издательство, специализирующееся главным образом на теме недропользования и науках о Земле.
Издательство в основном выпускает учебники, справочники, технические публикации, научные труды, и монографии, а также научно-популярную литературу, переводные тексты, плакаты, каталоги и другие печатные и цифровые материалы.

## История
Было основано в 1963 в Москве на базе нескольких издательств технической литературы: Гостоптехиздата, Госгортехиздата, Госгеолтехиздата и Геодезиздата; имело отделение в Ленинграде (с 1964). Согласно Большой советской энциклопедии, «Недра» было «научно-техническим издательством» Государственного комитета по делам печати Совета Министров СССР.
На протяжении 1960-х и 1970-х годов издательство в основном выпускало научную, производственно-техническую, учебную, справочную и научно-популярную литературу по нефтяной, газовой, угольной, горнорудной, торфяной промышленности, геологии, геофизике, геодезии. Выпускало 17 научно-технических журналов, в том числе «Советская геология», «Горный журнал», «Нефтяное хозяйство», «Уголь», «Торфяная промышленность» и др. В 1973 книжная продукция издательства составляла 600 названий тиражом 4,6 млн экз., объём — 61 млн печатных листов-оттисков. С 1964 по 1987 директором издательства был Михаил Сергеевич Львов.
В 1979 году издательство «Недра» было награждено орденом «Знак Почёта» «за выдающиеся достижения в области производства и научных исследований» и для «поощрения экономических, научных, технологических связей между СССР и другими странами».
В системе Госкомиздата СССР издательство «Недра» в 1980-х гг. входило в главную редакцию научно-технической литературы. В 1979—1990 гг. показатели издательской деятельности издательства «Недра» были следующие:
|                                       | 1979    | 1980    | 1981    | 1985    | 1987    | 1988   | 1989    | 1990    |
| ------------------------------------- | ------- | ------- | ------- | ------- | ------- | ------ | ------- | ------- |
| Кол-во книг и брошюр, печатных единиц | 497     | 455     | 459     | 471     | 430     | 394    | 379     | 388     |
| Тираж, млн экз.                       | 4,0463  | 3,6879  | 4,4356  | 3,6577  | 3,9948  | 3,651  | 3,4643  | 2,932   |
| Печатных листов-оттисков, млн         | 51,0206 | 51,5999 | 50,2833 | 52,2827 | 52,7364 | 52,521 | 55,2105 | 47,7205 |

С 2012 года ИД «Недра» по лицензии корпорации PennWell (США) издает русскую версию старейшего журнала в нефтегазовой отрасли промышленности — Oil & Gas Journal Russia. Издание поставляет на отраслевой информационный рынок России и СНГ международные новости, аналитические, технологические, научные статьи, обзоры рынков, статистику.
С 2013 года издательский дом «Недра» выпускает и журнал Offshore (Russia) также по лицензии издательского дома PennWell. Это первое в мире специализированное издание, посвященное проблемам разработки морских месторождений углеводородов.

## Награды
- 1979 — Издательству «Недра» вручён орден «Знак Почёта».
- 1997 — Диплом всероссийского конкурса «Искусство книги» за подготовку и выпуск издания «История Алмаза».
- 2001 — Диплом конкурса Ассоциации книгоиздателей России (АСКИ) «Лучшие книги года» за актуальность научно-технического издания «Разработка малопродуктивных нефтяных месторождений» В. Д. Лысенко и В. И. Грайфера на русском и английском языках.
- 2003 — Диплом АСКИ «Лучшая книга года» за оригинальность и нетрадиционное изложение материала в учебном пособии «Основные процессы и аппараты нефтепереработки» авторов А. Владимирова, В. Щелкунова, С. Круглова.
- 2006 — Победитель конкурса АСКИ «Лучшая книга года» в номинации «Лучшее издание по естественным наукам, технике и медицине» за издание книги С. А. Серкерова «Гравиразведка и магниторазведка. Основные понятия, термины и определения».
- 2011 — Диплом АСКИ «Лучшая книга года» в номинации «Лучшее издание по естественным наукам, технике и медицине» за книгу «Новый взгляд на перспективы нефтегазоносности Восточного Устюрта».
- 2014 — Диплом АСКИ «Лучшая книга года» за издание А. И. Булатова и С. В. Долгова «Спутник буровика» (в двух томах).
- 2015 — Диплом АСКИ «Лучшая книга года» в номинации «Лучшее издание деловой литературы» за книгу «Саудовская Аравия. XXI век на родине ислама: от всемирной бензоколонки до лаборатории инноваций и совершенства».
- 2015 — Диплом АСКИ «Лучшие книги года» в номинации «Лучшее издание по естественным наукам, технике и медицине» за цикл книг, посвященных нефтегазоносности районов России и зарубежья.
- 2016 — Диплом Государственной научно-технической библиотеки России за цикл публикаций по естественным наукам, технике и медицине о различных аспектах нефтегазовой промышленности (из пяти книг).
- 2016 — Oil&Gas Journal Russia — лучший нефтегазовый журнал среди российских нефтегазовых печатных изданий — по результатам ежегодного опроса, который проводит среди представителей нефтегазовых СМИ и отраслевых компаний консалтинговое агентство «Нефтегаз».
- 2016 — Премия имени И. М. Губкина Академии наук РФ, вручается с 1951 года (впервые присуждена книге) — за учебник «Геология и геохимия нефти и газа» авторов В. Ермолкина и В. Керимова.
- 2017 — Oil&Gas Journal Russia — лучший русскоязычный нефтегазовый бренд среди отраслевых русскоязычных СМИ — по результатам ежегодного опроса консалтингового агентства «Нефтегаз».
- 2017 — Гран-при конкурса «Книга, ставшая событием года» за цикл изданий последних лет для нефтегазовой отрасли промышленности и выдающийся вклад в развитие отечественной технической литературы.
- 2018 — Oil&Gas Journal Russia — 1-е место в треке «Водородная энергия» Всероссийского конкурса инновационной журналистики Tech in Media’18.
- 2018 — Oil&Gas Journal Russia — победитель конкурса Фонда развития трубной промышленности, номинация «Лучшая публикация о трубной отрасли-2018».
- 2018 — Oil&Gas Journal Russia отмечен дипломом «За широкий спектр публикаций о биржевом товарном рынке» по итогам конкурса СМИ, организованного Санкт-Петербургской международной товарно-сырьевой биржей (СПбМТСБ).